# 1991年ワールドカップバレーボール
1991年ワールドカップバレーボールは、1991年に日本で開催されたバレーボールの国際大会である。女子大会は11月8日から11月17日まで、男子大会は11月22日 から12月1日まで行われた。
本大会から女子にも上位3チームにオリンピックの出場権が与えられるようになった。また、大会の出場国数の枠も8か国から12か国へと増え、規模・権威ともにさらに大きくなった。

## 出場国
女子大会（第6回）
| - アメリカ合衆国 ※ - カナダ ※ - 韓国 ※ - キューバ | - ケニア ※ - スペイン - ソビエト連邦 - 中国 | - ドイツ ※ - 日本 - ブラジル - ペルー ※ |

男子大会（第7回）
| - アメリカ合衆国 - アルゼンチン ※ - イラン ※ - 韓国 ※ | - キューバ - ドイツ ※ - ソビエト連邦 - チュニジア ※ | - チリ ※ - 日本 - ブラジル - メキシコ ※ |

※は、世界最終予選対象チーム。

## 試合方式
- 本大会から参加国総当りではなく、12カ国をまず6チームずつに振り分けて1回総当りの1次リーグ戦を行う。
- その後成績順に上位組、下位組それぞれ6カ国ずつに分けた1回総当りの決勝リーグを行うが、決勝リーグは1次リーグで対戦した国の対戦をそのまま持ち越し、1次リーグで当たらなかった別の組の上位3カ国との対戦を含めた5試合の成績で最終的な順位を決めるという変則方式だった。
- 今回は翌年のバルセロナ五輪の世界最終予選を兼ねていて、全出場チーム中まだ出場権を得ていない国の中で最上位国（男子：韓国　女子：アメリカ）が五輪出場権を獲得した。なお、男子については今大会とオランダ、フランスで世界最終予選をそれぞれ行っている。

## 会場
| 女子       | 女子                   | 女子                   |
|            | A                      | B                      |
| ---------- | ---------------------- | ---------------------- |
| 11/8 - 10  | 国立代々木第一体育館   | 仙台市体育館           |
| 12 - 13    | 岐阜メモリアルセンター | 京都府立体育館         |
| 15 - 17    | 大阪城ホール           | 大阪府立体育会館       |
| 男子       |                        |                        |
|            | A                      | B                      |
| 11/22 - 24 | 大阪城ホール           | 岐阜メモリアルセンター |
| 26 - 27    | 広島サンプラザ         | 松本市総合体育館       |
| 29 - 12/1  | 国立代々木第一体育館   | 東京体育館             |

## 女子大会

### 最終結果
| 1991女子ワールドカップ優勝国 |
| ---------------------------- |
| · キューバ · 2大会連続2回目  |

| 順位 | 国             |
| ---- | -------------- |
| 1    | キューバ       |
| 2    | 中国           |
| 3    | ソビエト連邦   |
| 4    | アメリカ合衆国 |
| 5    | ペルー         |
| 6    | 韓国           |
| 7    | 日本           |
| 8    | ブラジル       |
| 9    | ドイツ         |
| 10   | カナダ         |
| 11   | スペイン       |
| 12   | ケニア         |

| 賞                       | 選手                 |                |  | ベスト6賞          |                |
| ------------------------ | -------------------- | -------------- |  | ------------------ | -------------- |
| ベスト・プレイヤー       | カレン・ケムナー     | アメリカ合衆国 |  | カレン・ケムナー   | アメリカ合衆国 |
| 敢闘                     | ミレヤ・ルイス       | キューバ       |  | ミレヤ・ルイス     | キューバ       |
| ベスト・スパイカー       | ミレヤ・ルイス       | キューバ       |  | 佐藤伊知子         | 日本           |
| ベスト・ブロッカー       | ガブリエラ・ペレス   | ペルー         |  | ガブリエラ・ペレス | ペルー         |
| ベスト・サーバー         | M.カルデロン         | キューバ       |  | 巫丹               | 中国           |
| ベスト・サーブレシーバー | バトフチナ           | ソビエト連邦   |  | 張 潤喜            | 韓国           |
| ベスト・レシーバー       | 張 潤喜              | 韓国           |  |                    |                |
| ベスト・セッター         | 馬 芳                | 中国           |  |                    |                |
| 最優秀監督               | エウヘニオ・ヘオルヘ | キューバ       |  |                    |                |

## 男子大会

### 最終結果
| 1991男子ワールドカップ優勝国    |
| ------------------------------- |
| · ソビエト連邦 · 3大会ぶり4回目 |

| 順位 | 国             |
| ---- | -------------- |
| 1    | ソビエト連邦   |
| 2    | キューバ       |
| 3    | アメリカ合衆国 |
| 4    | 日本           |
| 5    | 韓国           |
| 6    | ブラジル       |
| 7    | ドイツ         |
| 8    | チュニジア     |
| 9    | アルゼンチン   |
| 10   | メキシコ       |
| 11   | イラン         |
| 12   | チリ           |

| 賞                       | 選手         |                |  | ベスト6賞      |                |
| ------------------------ | ------------ | -------------- |  | -------------- | -------------- |
| ベスト・プレイヤー       | フォーミン   | ソビエト連邦   |  | フォーミン     | ソビエト連邦   |
| 敢闘                     | 中垣内祐一   | 日本           |  | 中垣内祐一     | 日本           |
| ベスト・スパイカー       | フォーミン   | ソビエト連邦   |  | ネグロン       | ブラジル       |
| ベスト・ブロッカー       | アイビー     | アメリカ合衆国 |  | サミュエルソン | アメリカ合衆国 |
| ベスト・サーバー         | ディアゴ     | キューバ       |  | ディアゴ       | キューバ       |
| ベスト・サーブレシーバー | 盧 鎮秀      | 韓国           |  | デスパイネ     | キューバ       |
| ベスト・レシーバー       | アコスタ     | アメリカ合衆国 |  |                |                |
| ベスト・セッター         | 申 英哲      | 韓国           |  |                |                |
| 最優秀監督               | プラトーノフ | ソビエト連邦   |  |                |                |

## 大会イメージソング
- ファイト!!（森高千里）